# Euripus niasicus
Euripus niasicus är en fjärilsart som beskrevs av Hans Fruhstorfer 1899. Euripus niasicus ingår i släktet Euripus och familjen praktfjärilar. Inga underarter finns listade i Catalogue of Life.